# Salix nigra
El sauce negro (Salix nigra) es un árbol originario del este de Norteamérica, desde Nuevo Brunswick y el sur de Ontario hacia el oeste hasta Minnesota, y hacia el sur hasta el norte de Florida y Texas.

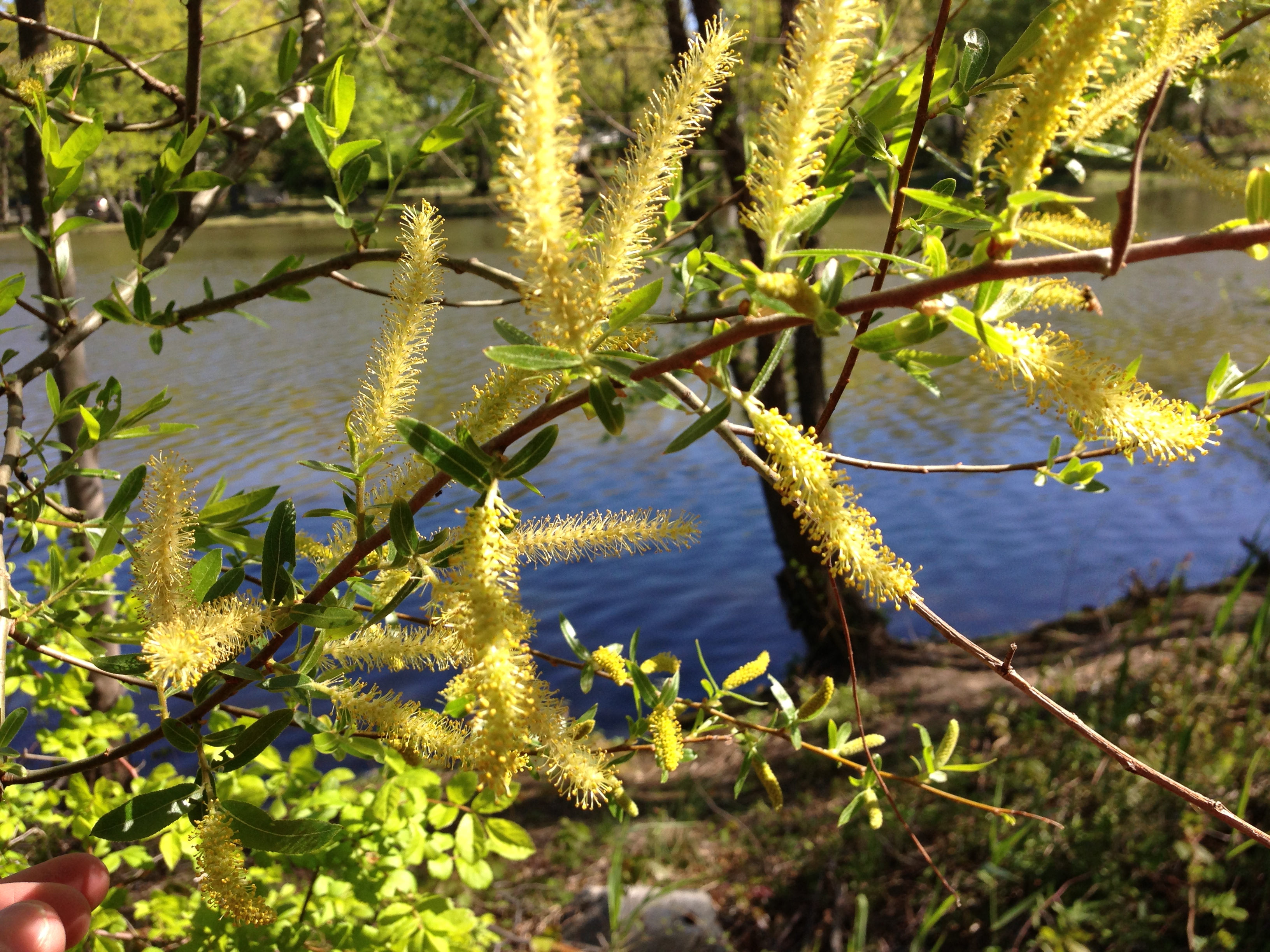
Vista de la planta

## Descripción

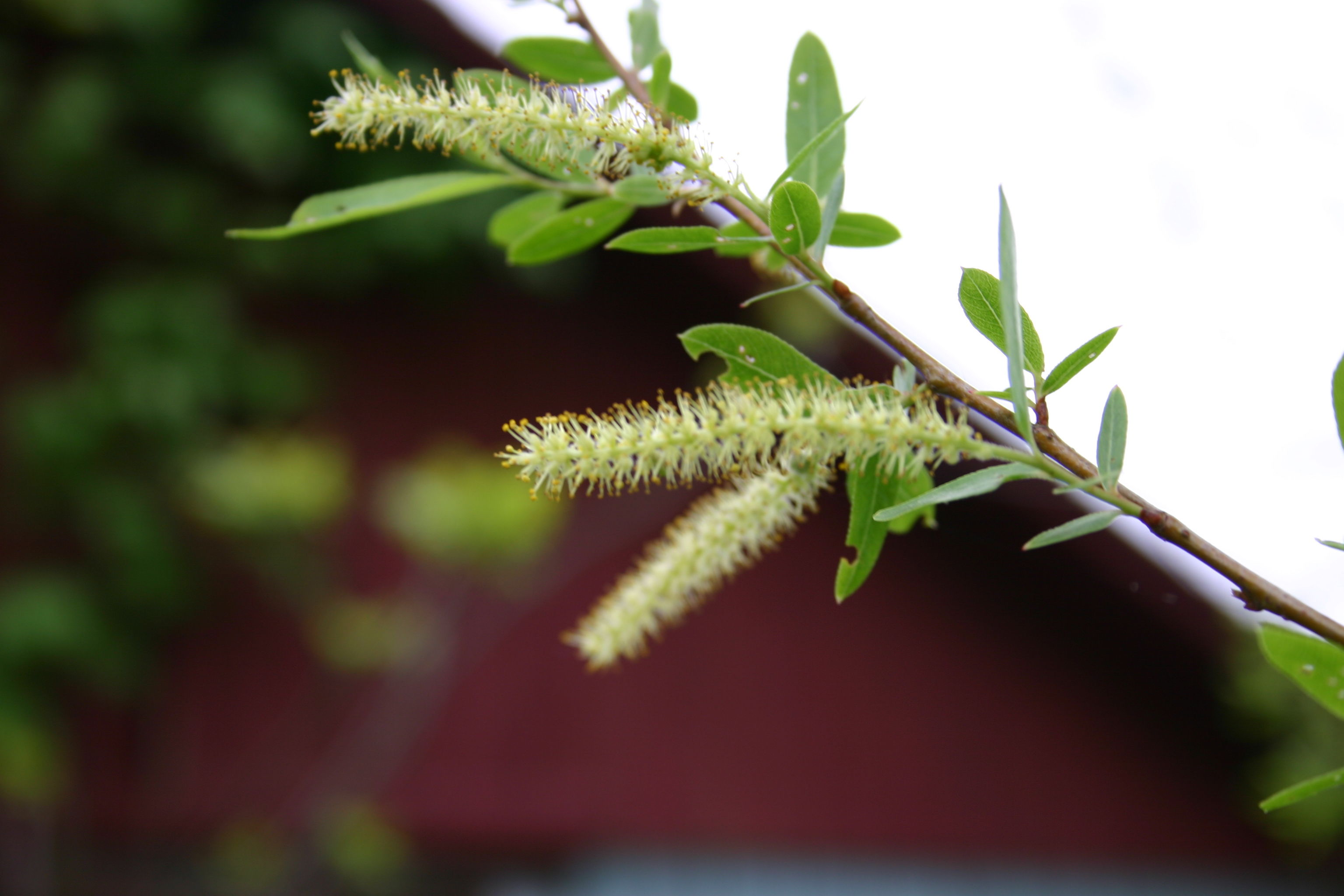
Amentos florales.

Es un árbol caducifolio de medio tamaño, la especie más grande de sauce en Norteamérica, alcanzando los 10-30 m de alto, excepcionalmente hasta 45 m, con un tronco de diámetro 50–80 cm. La corteza es pardo oscura a negruzca, fisurándose en los árboles más viejos y con frecuencia se bifurcan cerca de la base. Los brotes son delgados, de color variable desde el verde al marrón, amarillo o púrpura; son, como su pariente europeo la mimbrera frágil (Salix fragilis), débiles en la base, rompiéndose de manera uniforme en la unión de las rapas si se dobla fuertemente. Las yemas de las hojas son pequeñas, de 2-4 mm de largo, con una sola escala pardo rojiza apuntada. Las hojas son alternas, largas, delgadas, de 5-15 cm de largo y 0.5-2 cm de ancho, por lo general algo falcadas, de color verde oscuro, brillante en ambos lados o con un envés de un verde más claro, con un borde finamente dentado, un corto pecíolo y un par de pequeñas estípulas. Es una planta dioica, con flores pequeñas, de amarillo verdoso a amarillo que nacen sobre amentos de 2.5-7.5 cm de largo a principios de la primavera, al mismo tiempo que aparecen las hojas nuevas. El fruto es una cápsula de 5 mm que se abre al madurar para liberar numerosas semillas pequeñas, cubiertas por debajo. Las hojas se vuelven de un color amarillo limón en el otoño. Se encuentra normalmente a lo largo de los arroyos y en los pantanos.

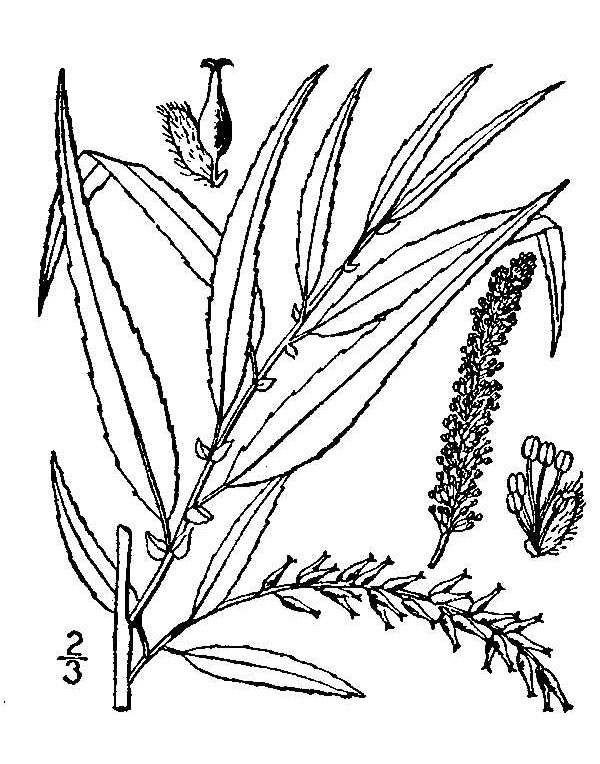
Ilustración

Salix gooddingii (en inglés, Goodding's Willow, literalmente, "sauce de Goodding") a veces está considerado un S. nigra como una variedad, como S. nigra var. vallicola Dudley; cuando se incluye, esto extiende el área de distribución de la especie hacia el oeste de Norteamérica. Sin embargo, los dos normalmente son tratados como especies distintas.

## Mayores ejemplares
Según el Registro Nacional de Grandes Árboles de los EE. UU. el sauce negro más grande del país se encuentra en Hennepin, Minnesota. Tiene una altura de 63 pies, y una circunferencia de 32 pies y una copa de 73 pies.
El Marlboro Tree ("Árbol de Marlboro") que se encuentra en Marlboro, Nueva Jersey está certificado por el Estado de Nueva Jersey como el ejemplar más grande conocido de este árbol en ese estado. Tiene una edad de aproximadamente 152 años y mide 76 pies de alto y 19' 8" de circunferencia. Deben cogerse las manos cinco adultos para poder rodear todo el árbol.

## Usos
Las raíces del sauce negro son muy amargas, y se han usado como sustituto de la quinina en el pasado. Los Ojibwa de los Grandes Lagos usaban las ramas jóvenes y las ramitas para hacer cestos y otras partes se usaban para tratar la indigestión. La corteza del árbol puede usarse también para hacer un té amargo con componentes químicos parecidos a los de la aspirina.

## Taxonomía
Salix nigra fue descrita por Humphry Marshall y publicado en Arbustrum Americanum 139–140. 1785.
Etimología
Salix: nombre genérico latino para el sauce, sus ramas y madera.
nigra: epíteto latino que significa "negra".
Sinonimia
- Amerina caroliniana Raf.
- Amerina houstoniana Raf.
- Amerina nigra Raf.
- Nectolis ambigua Raf.
- Nestylix falcata Raf.
- Pleiarina nigra (Marshall) N.Chao & G.T.Gong
- Salix ambigua Pursh
- Salix denudata Raf.
- Salix dubia Trautv.
- Salix falcata Pursh
- Salix flavovirens Hornem.
- Salix gongylocarpa Shuttlew. ex Andersson
- Salix houstoniana Pursh
- Salix ligustrina F.Michx.
- Salix ludoviciana Raf.
- Salix marginata Wimm. ex Andersson
- Salix purshiana Spreng.
- Salix testacea Wright ex Andersson
- Salix vulgaris J.Clayton ex Gronov.[13]